# Pinnixa monodactyla
Pinnixa monodactyla är en kräftdjursart som först beskrevs av Thomas Say 1818.  Pinnixa monodactyla ingår i släktet Pinnixa och familjen Pinnotheridae. Inga underarter finns listade i Catalogue of Life.